# 坂井良和
坂井 良和（さかい よしかず、1945年 <昭和20年> 6月5日 - ）は、日本の政治家、裁判官、弁護士。自由民主党、大阪維新の会所属の元大阪市会議員、元大阪市議会議長。旭日小綬章受章者。

## 来歴
1945年、大阪市生まれ。島根大学卒。1977年より裁判官を12年間務め、退官後、弁護士事務所を開設。1995年 (平成7年) より大阪市会議員に連続５期当選。自民党大阪市議団政調会長（３回）、一般決算特別委員長、市会運営理事、第102代大阪市議会議長を歴任。

## 選挙歴
- 2003年4月 大阪市会議員選挙 東住吉区選挙区 (定数5) で2位当選[4]
- 2007年4月 大阪市会議員選挙 東住吉区選挙区 (定数5) で3位当選[5]
- 2011年4月 大阪市会議員選挙 東住吉区選挙区 (定数5) で2位当選[6]
- 2016年7月 第24回参議院議員通常選挙 比例代表 おおさか維新の会で当選4人に対し9位落選[7]

## 栄典
- 2020年4月 令和2年春の叙勲で旭日小綬章を受章[8]